# Pan Holmes
Pan Holmes (ang. Mr. Holmes) – amerykański film, thriller z 2015 roku w reżyserii Billa Condona. Scenariusz napisał Jeffrey Hatcher na podstawie powieści A Slight Trick of the Mind Mitcha Cullina, z bohaterami stworzonymi przez Arthura Conana Doyle’a.
Muzykę do filmu skomponował Carter Burwell, zmontowała go Virginia Katz, autorem zdjęć był Tobias A. Schliessler, scenografii Charlotte Watts, a kostiumów Keith Madden.
Najsłynniejszy detektyw świata Sherlock Holmes (Ian McKellen) przebywa już na emeryturze. Wspomina swoją ostatnią wielką sprawę, przez którą zakończył swoją zawodową karierę.
Wpływy z filmu wyniosły 29 milionów USD.
Film uzyskał dwie nominacje do Saturnów – jako najlepszy thriller, oraz najlepsza kreacja młodego aktora lub aktorki dla Milo Parkera, a także dwie inne nominacje do innych nagród filmowych. Pozakonkursowo był wyświetlany na 65. Międzynarodowym Festiwalu Filmowym w Berlinie.

## Obsada
- Ian McKellen jako Sherlock Holmes
- Laura Linney jako pani Munro
- Milo Parker jako Roger Murno
- Hiroyuki Sanada jako Tamiki Umezaki
- Hattie Morahan jako Ann Kelmot
- Patrick Kennedy jako Thomas Kelmot
- Roger Allam jako dr Barrie
- Phil Davis jako inspektor Gilbert
- Frances de la Tour jako pani Schirmer
- Colin Starkey jako doktor John Watson
- Nicholas Rowe jako Matinee Sherlock
- Frances Barber jako Matinee Madame Schirmer
- John Sessions jako Mycroft Holmes
- Sarah Crowden jako pani Hudson